# 新加坡青少年制服团体

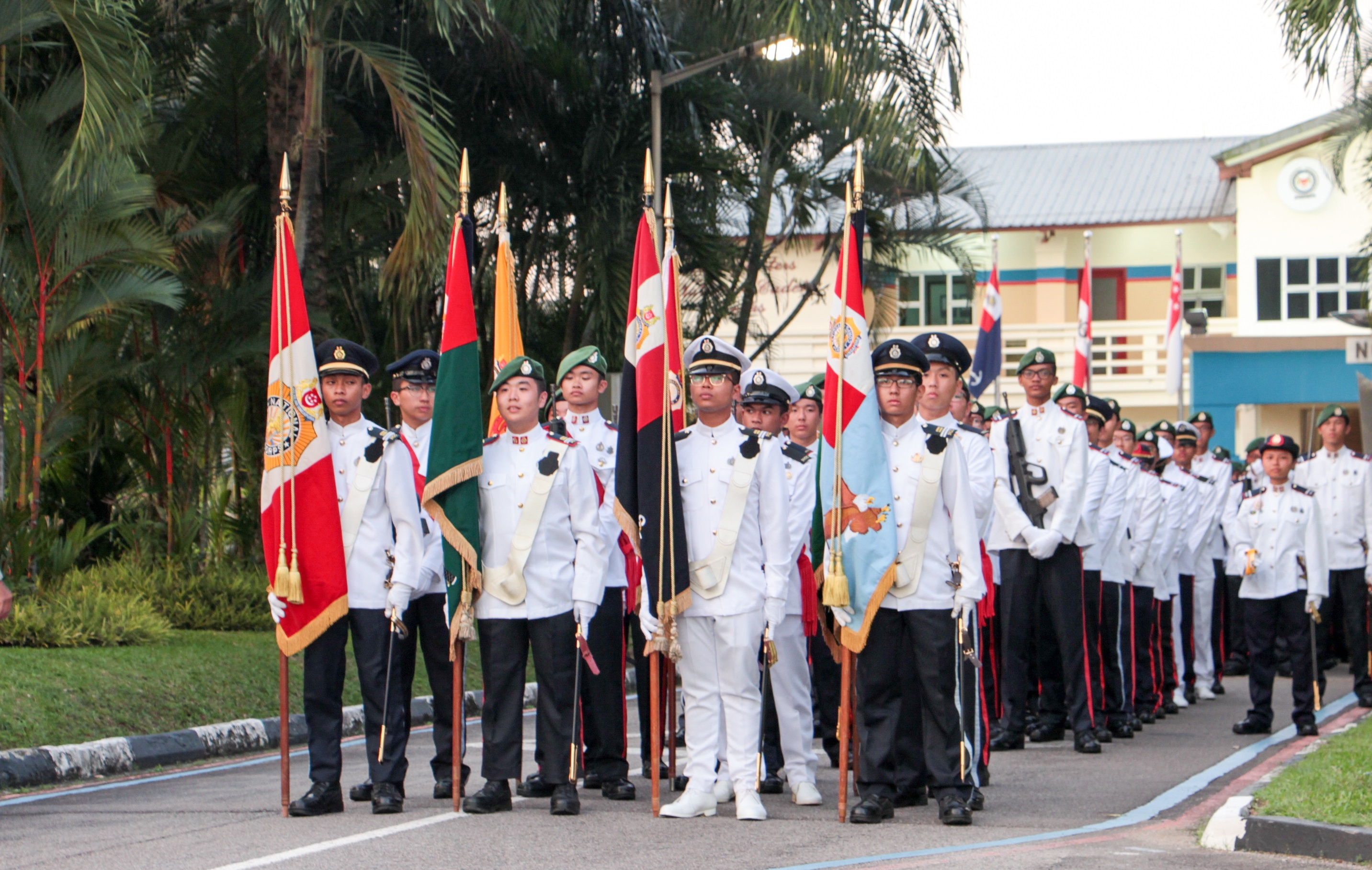
学生军团的学生参加第67届全国学生军团操演游行

制服团体（英語：Uniformed Groups, UGs）是新加坡教育中小学校辅助课程活动中，灌输学生自立、自律及服务社会的纪律团体。制服团体拥有严谨的架构及阶级制度，穿着整齐的制服，学习操步、纪律及团队领导，注重于培养学生的品格、适应力和公民意识，以及对社会的应有责任与服务精神。

## 列表
新加坡教育部主要有9个制服团体，包括：男少年旅、女少年旅、男童军、女童军、学生军团、学生警察团、学生民防团、红十字协会和圣约翰救伤队。
| 制服团体                                          | 缩写  | 成立   | 历史  | 相关机构             | 招生对象         | 官方网站 |
| ------------------------------------------------- | ----- | ------ | ----- | -------------------- | ---------------- | -------- |
| 男少年旅 Boys' Brigade                            | BB    | 1930年 | 95年  | 基督少年军           | 中小学生、大专生 | 链接     |
| 女少年旅 Girls' Brigade                           | GB    | 1927年 | 98年  | 基督女少年军         | 中小学生、大专生 | 链接     |
| 女童军 Girl Guides Singapore                      | GGS   | 1917年 | 108年 | 世界女童军总会       | 中小学生、大专生 | 链接     |
| 全国学生军团 National Cadet Corps                 | NCC   | 1901年 | 124年 | 新加坡国防部         | 中学生           | 链接     |
| 全国学生民防团 National Civil Defence Cadet Corps | NCDCC | 2005年 | 20年  | 新加坡民防部队       | 中学生           | 链接     |
| 全国学生警察团 National Police Cadet Corps        | NPCC  | 1959年 | 66年  | 新加坡警察部队       | 中学生           | 链接     |
| 红十字青年协会 Red Cross Youth                    | RCY   | 1952年 | 73年  | 新加坡红十字会       | 中小学生         | 链接     |
| 圣约翰救伤队 St. John Brigade                     | SJB   | 1938年 | 87年  | 新加坡圣约翰救伤机构 | 中小学生         | 链接     |
| 新加坡童军总会 Singapore Scout Association        | SSA   | 1910年 | 115年 | 世界童军运动组织     | 中小学生、大专生 | 链接     |

### 男少年旅
基督少年军起源于1883年，是现今世界上历史最悠久的青少年制服团体。1930年1月，苏格兰裔城市规划师詹姆斯·米尔纳·弗雷泽（James Milner Fraser）与中国裔前中士郭英茂（Quek Eng Moh）在布连拾街长老会磐石堂创立第一个新加坡少年旅支队，同年8月获得伦敦总部承认。二战日军占领新加坡期间，少年旅停止活动，直到战后才重新复兴。
新加坡少年旅是国家社会服务委员会成员，政府宪报为具有公共性质的机构，并根据《1982年慈善法令》（Charity Act 1982）注册为慈善团体。发展至今，在全岛共有117个支队，约有超过6,000名成员，每个支队附属于一间学校。男少年旅的规划分成4个阶段：探索者（Explorers，5－6岁）、初学者（Juniors，7－12岁）、学长（Seniors，13－17岁）和引导者（Primers，17岁以上）。纪念日是每年1月12日，为新加坡少年旅正式成立的日子。

### 女少年旅
基督女少年军起源于1893年。1927年由英格兰裔教师埃尔西·莱恩女士（Elsie Lyne nee Duncan）在美以美女校创立第一个新加坡女少年旅支队，现今总部位于实龙岗路上段（Upper Serangoon Road）。
女少年旅的规划分成4个阶段：探索者（Explorers，5－7岁）、小学生（Primary，8－12岁）、中学生（Secondary，13－17岁）和青少年（Sparks，17－21岁）。纪念日是每年7月第3个星期一，是纪念女少年旅成立的日子。

### 男童军
新加坡童军运动创始于1910年7月2日，由英国裔童军服务员弗兰克·库珀·桑兹（Frank Cooper Sands）在YMCA支持下成立。 1912年，英王乔治五世颁布《童军法令》（Boy Scouts Association Act）授权，在新加坡同样具有法律效力，并且根据《1982年慈善法令》于1985年注册为慈善团体。
新加坡童军运动有陆童军、海童军和空童军的分支，约有超过12,000名成员，年龄阶段分为：幼童军（Cubs，7－12岁）、童军（Scouts，12－16岁）、冒险童军（Ventures，16－18岁）、罗浮童军（Rovers，17－26岁）和童军服务员（Leaders，21岁以上）。

### 女童军
新加坡女童军运动创始于1917年，当时是马来亚女童军协会的分区，1966年成为世界女童军总会的正式成员。年龄阶段分为：幼女童军（Brownies，7－12岁）、女童军（Girl Guides，12－17岁）和青年女童军（Young Adults，17－25岁），约有超过12,000名成员。

### 全国学生军团
全国学生军团是新加坡国防部和教育部共同支持的青少年组织，根据《全国学生军团法令》（National Cadet Corps Act）授权成立，前身是1901年在海峡殖民地成立的新加坡志愿军团（Singapore Volunteer Corps, SVC）。 全国学生军团有陆海空的三个分支，总部位于宏茂奎军营（Amoy Quee Camp），在全国125所学校设有146个支队，包括108个陆军支队、18个海军支队和20个空军支队，约有超过11,000名成员。

### 学生警察团
全国学生警察团是新加坡内政部和教育部共同支持的青少年组织，成立于1959年5月8日。1974年，国会通过《全国学生警察团法令》（National Police Cadet Corps Act）成立管理理事会，2017年通过《内政群英法令》（Home Team Corps Act 2017）与民防团合为内政群英管理理事会，总部位于内政群英学院。
全国学生警察团招募13－17岁的中学生，教导全面防卫、犯罪预防、警察程序和基本法律知识，全岛共有132个支队，约有超过10,000名成员。

### 学生民防团
全国学生民防团是新加坡内政部和教育部共同支持的青少年组织，成立于2005年，目前在全国中学共有38个支队，作为全面防卫的六大支柱之一，主要教导消防和急救的紧急救援常识。

### 红十字青年会
红十字青年会主要面向中小学校的学生，是隶属于新加坡红十字会的青年组织。新加坡红十字会有36个“Links”小学支队、41个“Cadets”中学支队和13个“Chapters”大专院校支队，约有超过5,000名成员。

### 圣约翰救伤队
圣约翰救伤队是新加坡圣约翰救伤机构的青年组织，其下辅助课程计划分为面向中学生的“Cadets”，以及面向小学生的“Badgers”，主要教导学生有关急救、护理和救伤的知识。